# Minnesota Strikers
I Minnesota Strikers furono una franchigia calcistica statunitense, con sede a Minneapolis ma legata all'intera area delle Twin Cities, ovvero Minneapolis e la città di Saint Paul.

## Storia
Nel 1984 i Fort Lauderdale Strikers si trasferirono a Minneapolis e divennero i Minnesota Strikers. Nella stagione d'esordio, la NASL 1984, che fu anche l'ultima della North American Soccer League, ottennero il terzo posto della Western Division. Dalla stagione seguente gli Strikers entrarono nella Major Indoor Soccer League, ottenendo in quella lega come miglior risultato il raggiungimento della finale nella stagione 1985-1986.
Nel 1988 il club piegato dai debiti chiuse i battenti.
Joe Robbie ottenuta la possibilità di avere un club nella rinata American Soccer League, poté così rifondare i Fort Lauderdale Strikers.

## Allenatori
- Dave Chadwick (1984)